# Aguaviva

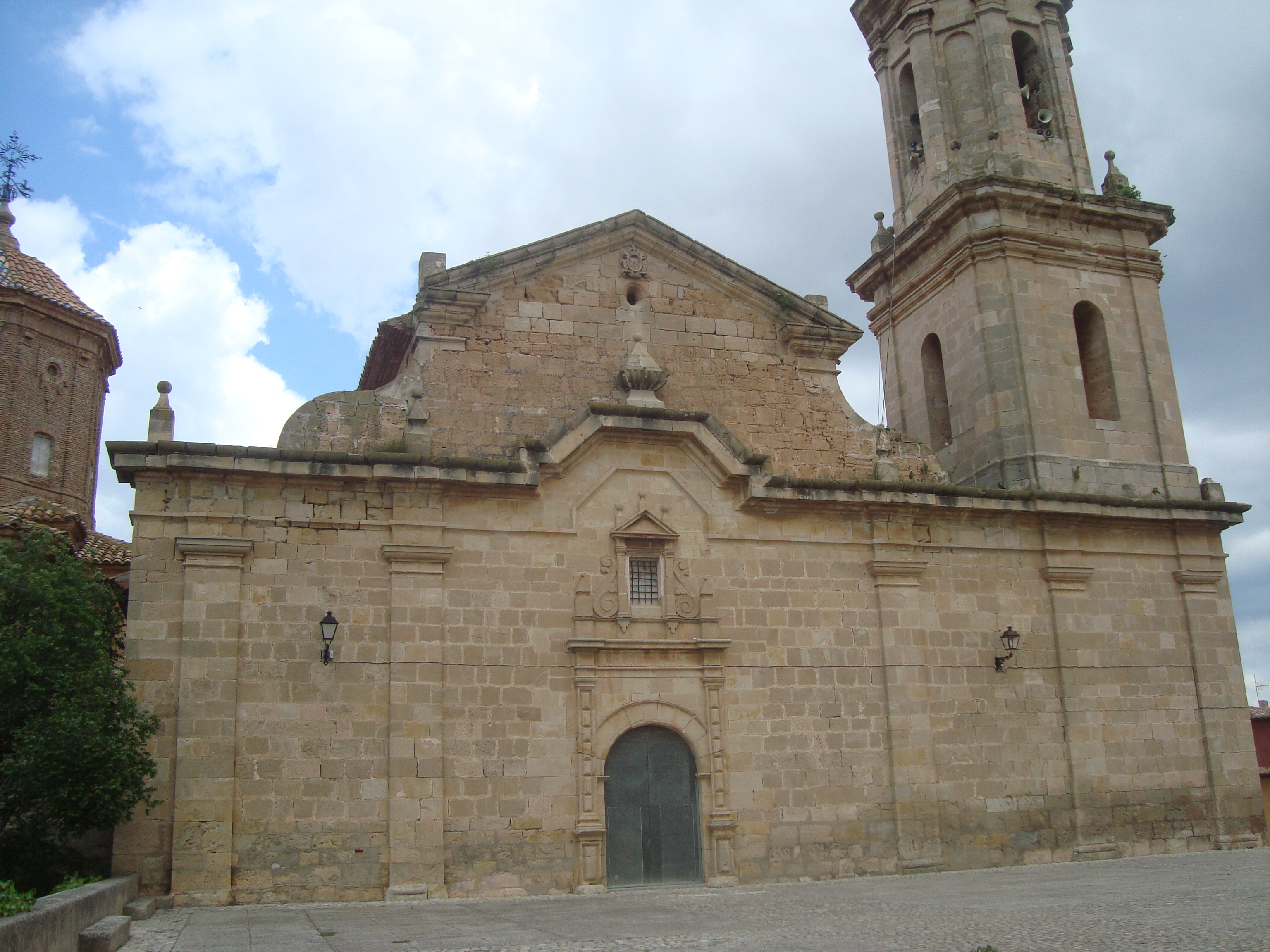
Parroquia de San Lorenzo (Aguaviva)

Aguaviva (Aiguaiva in catalano) è un comune spagnolo di 522 abitanti situato nella comunità autonoma dell'Aragona. Appartiene alla cosiddetta Frangia d'Aragona. La lingua d'uso del paese è, da sempre, il catalano nella sua variante occidentale.

## Altri progetti

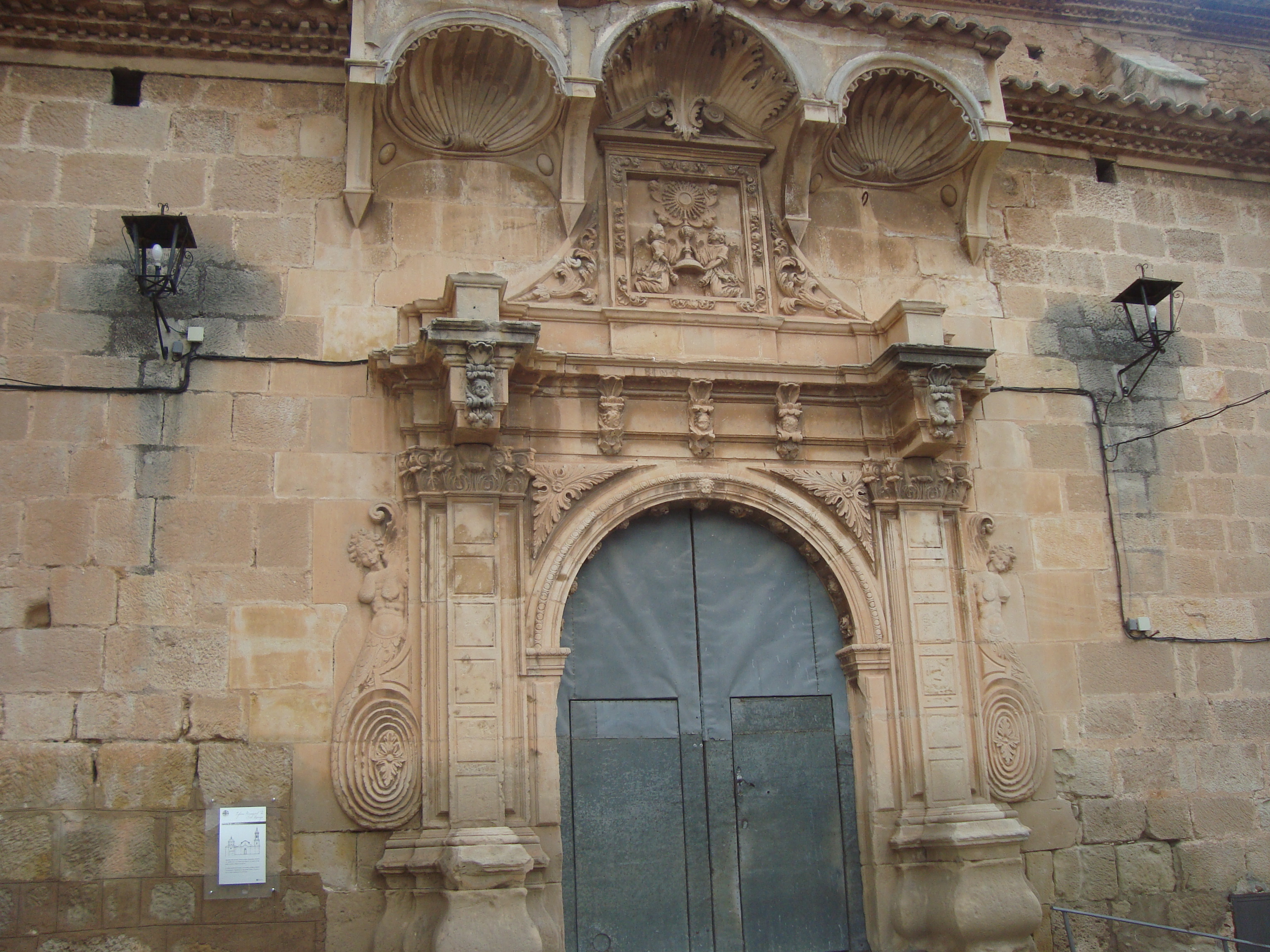
Parroquia de San Lorenzo (Aguaviva)

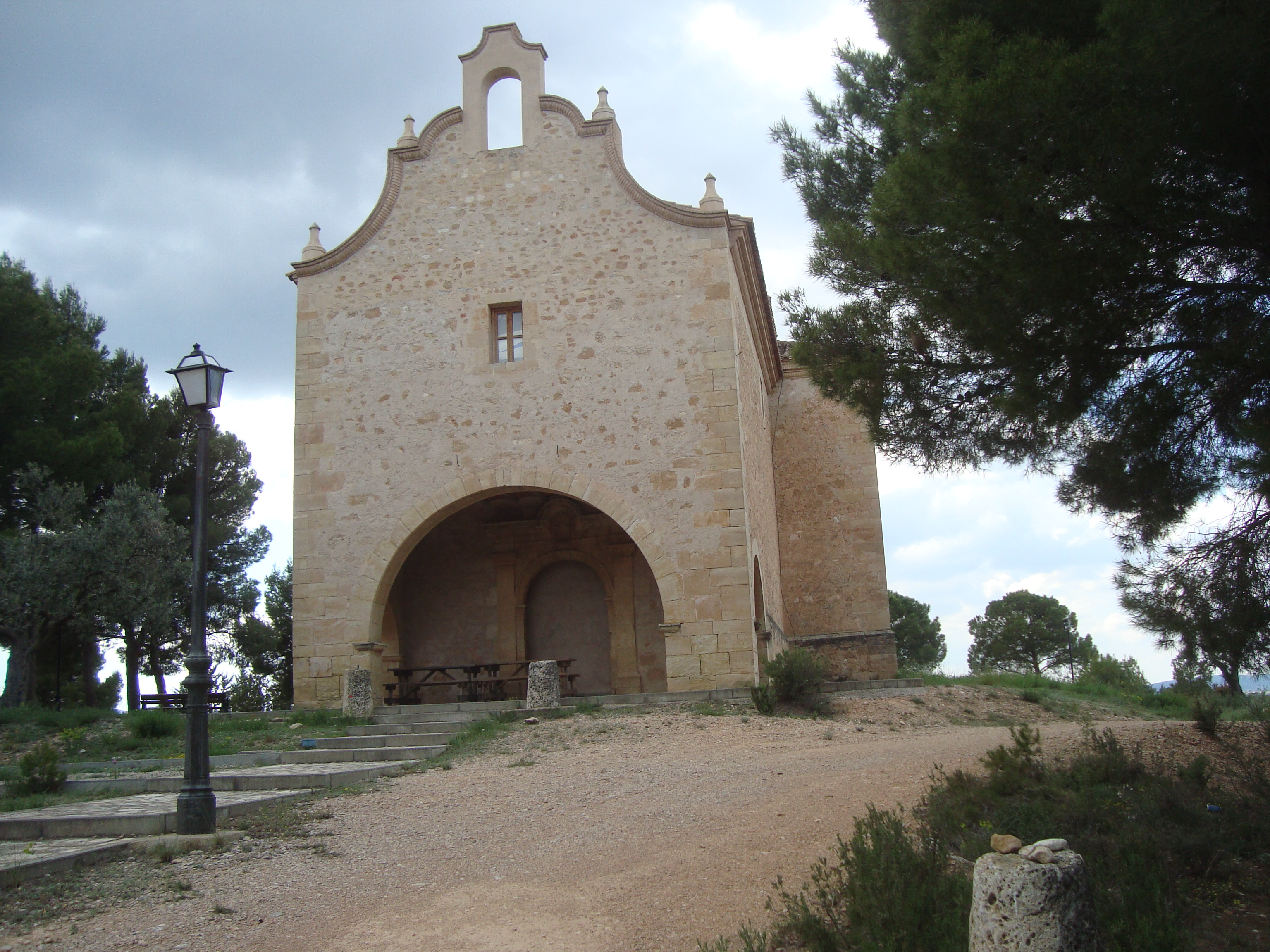
Ermita de Santa Bárbara (Aguaviva)